# Марффи Мантуано, Тамаш
Томмазо Пьетро Аладар Джузеппе Эмилио (Тамаш Петер) де Марффи Мантуано де Версег (итал. Tommaso Pietro Aladár Giuseppe Emilio (Tamás Péter) de Márffy Mantuano de Versegh; 20 марта 1907, Рим — 21 марта 1969, Лондон) — венгерский хоккеист на траве, нападающий. Участник летних Олимпийских игр 1936 года.

## Биография
Тамаш Марффи Мантуано родился 20 марта 1907 года в итальянском городе Рим.
Начал спортивную карьеру во время учёбы в университете, выступая за будапештский МАК. Выступал в хоккее с шайбой, теннисе, фехтовании, лёгкой атлетике, боксе и стрельбе, однако наибольших результатов добился в хоккее на траве.
Играл в хоккей на траве за «Мадьяр», в составе которого в 1942 году стал чемпионом Венгрии.
В 1936 году вошёл в состав сборной Венгрии по хоккею на траве на летних Олимпийских играх в Берлине, поделившей 7-9-е места. Играл на позиции нападающего, провёл 2 матча, забил 1 мяч в ворота сборной США.
С 1930 году служил в Министерстве иностранных дел Венгрии. В течение года работал дипломатом в Белграде, в 1938 году был направлен в Италию, в 1940 году в Турцию. В 1944 году снова вернулся в венгерский МИД, однако, поскольку был аристократом, не смог проработать тут долго.
В 1948 году бежал из Венгрии в Великобританию при содействии жившей в Лондоне сестры Юдит.
Был одним из главных пропагандистов участия спортсменов, эмигрировавших из стран Восточной Европы, в Олимпийских играх. В 1952 году в Осло обсуждал на заседании МОК этот вопрос с президентом организации Эйвери Брендеджем и её членами об участии эмигрантов в летних Играх в Хельсинки, но результата не достиг.
Умер 21 марта 1969 года в британском городе Лондон.

## Семья
Сестра Юдит работала журналисткой в Лондоне, публиковалась в английских и иностранных газетах под псевдонимом «Леди Листовель».